# Estriamento poligonal

Estriamento convencional de oito ranhuras à esquerda e estriamento poligonal octogonal à direita

Estriamento poligonal, é um tipo de estriamento de cano de arma de fogo, onde os sulcos tradicionais com arestas afiadas são substituídos por "dobras" com arestas arredondadas em um padrão poligonal, de hexágono ou octógono. [carece de fontes?]
Polígonos com um número maior de arestas fornecem uma melhor vedação de gás em canos poliformes com diâmetro relativamente grande. Na pistola Glock pré-Gen 5, por exemplo, o estriamento octogonal é usado no calibre .45 ACP (precisamente ,442 polegadas (11,2 milímetros)) de diâmetro, pois se assemelha mais a um círculo do que os canos de perfil hexagonal usado em pistolas de calibres menores.